# Relaciones España-Guam
Las Relaciones España-Guam son las relaciones internacionales entre Guam y España. La condición de Guam de territorio no incorporado hace que la práctica totalidad de sus relaciones exteriores dependan directamente del Gobierno de los Estados Unidos. Sin embargo España mantiene relaciones a través de la demarcación consular para las Islas del Pacífico (Guam, Samoa Americana, Islas Marianas, U.S. Minor Outlying Islands) del consulado de España en San Francisco (California). Guam es uno de los 17 territorios no autónomos bajo supervisión del Comité de Descolonización de las Naciones Unidas, con el fin de eliminar el colonialismo.

## Relaciones históricas
Guam fue territorio español, gobernado como parte de la Capitanía General de las Filipinas desde el siglo XVI hasta 1898 cuando fue anexada en el contexto de la guerra hispano-estadounidense. Se trata de la isla más grande y meridional de las Islas Marianas.
El 6 de marzo de 1521, Magallanes descubrió la isla durante la expedición española de circunnavegación del mundo, en la cual fondeó para aprovisionarse de víveres y hacer aguada. Es Miguel López de Legazpi quien, en nombre del Rey de España, toma posesión efectiva de ella y de las islas vecinas (Islas Marianas) el día 22 de enero de 1565.
Guam fue dominio español durante casi tres siglos y medio antes de ser ocupado por los Estados Unidos, el 21 de junio de 1898 .